# Fimbulvinter
Fimbulvinter (Wielka Zima) – według wierzeń nordyckich straszliwa zima poprzedzająca Ragnarök, mająca trwać nieprzerwanie przez trzy lata. Fimbulvinter ma być jedną z przyczyn upadku rodzaju ludzkiego. Ludzie po zjedzeniu wszystkich swoich zapasów żywnościowych zjedzą się nawzajem. W krajach skandynawskich fimbulvinter jest też określeniem bardzo mroźnej zimy.